# Беровица
Беровица је насеље Града Пирота у Пиротском округу. Према попису из 2022. има 11 становника (према попису из 2002. било је 30 становника).

## Прошлост
За време Источне кризе (1875-1878) истакао се Србин из места неуки радник Миладин, својим говорништвом. Он је на зборовима тумачио својим земљацима, да су Срби а не Бугари. Знао је да каже: Па ми и јесмо Срби: славу славимо, доламе носимо, и све су цркве Немањићке, ми певамо уз гусле Косово, Кнеза Лазара, Немањиће, Обилића, од куд нама говоре, да смо Бугари? Нисмо браћо ми нико други, него прави стари Срби.
Беровица је 1879. године имала 14 кућа са 149 становника, међу њима је само један мушкарац писмен а пореских глава регистровано је 31.

## Демографија
У насељу Беровица живи 28 пунолетних становника, а просечна старост становништва износи 54,9 година (57,6 код мушкараца и 51,8 код жена). У насељу има 13 домаћинстава, а просечан број чланова по домаћинству је 2,31.
Ово насеље је у потпуности насељено Србима (према попису из 2002. године), а у последња три пописа, примећен је пад у броју становника.
|  |

| Демографија | Демографија | Демографија |
| Година      | Становника  | Становника  |
| ----------- | ----------- | ----------- |
| 1948.       | 236         |             |
| 1953.       | 246         |             |
| 1961.       | 179         |             |
| 1971.       | 109         |             |
| 1981.       | 81          |             |
| 1991.       | 41          | 41          |
| 2002.       | 30          | 30          |

| Етнички састав према попису из 2002.‍ | Етнички састав према попису из 2002.‍ | Етнички састав према попису из 2002.‍ | Етнички састав према попису из 2002.‍ | Етнички састав према попису из 2002.‍ |
| ------------------------------------ | ------------------------------------ | ------------------------------------ | ------------------------------------ | ------------------------------------ |
|                                      |                                      |                                      |                                      |                                      |
| Срби                                 | Срби                                 |                                      | 30                                   | 100,0%                               |
| непознато                            | непознато                            |                                      | 0                                    | 0,0%                                 |

| Година пописа     | 1948. | 1953. | 1961. | 1971. | 1981. | 1991. | 2002. |
| ----------------- | ----- | ----- | ----- | ----- | ----- | ----- | ----- |
| Број домаћинстава | 32    | 33    | 36    | 28    | 26    | 20    | 13    |

| Број чланова      | 1 | 2 | 3 | 4 | 5 | 6 | 7 | 8 | 9 | 10 и више | Просек |
| ----------------- | - | - | - | - | - | - | - | - | - | --------- | ------ |
| Број домаћинстава | 3 | 6 | 2 | 1 | 1 | 0 | 0 | 0 | 0 | 0         | 2,31   |

| Пол    | Укупно | Неожењен/Неудата | Ожењен/Удата | Удовац/Удовица | Разведен/Разведена | Непознато |
| ------ | ------ | ---------------- | ------------ | -------------- | ------------------ | --------- |
| Мушки  | 15     | 1                | 11           | 3              | 0                  | 0         |
| Женски | 13     | 1                | 11           | 1              | 0                  | 0         |
| УКУПНО | 28     | 2                | 22           | 4              | 0                  | 0         |

| Пол    | Укупно                    | Пољопривреда, лов и шумарство | Рибарство                            | Вађење руде и камена | Прерађивачка индустрија       |
| ------ | ------------------------- | ----------------------------- | ------------------------------------ | -------------------- | ----------------------------- |
| Мушки  | 11                        | 11                            | 0                                    | 0                    | 0                             |
| Женски | 5                         | 5                             | 0                                    | 0                    | 0                             |
| УКУПНО | 16                        | 16                            | 0                                    | 0                    | 0                             |
| Пол    | Производња и снабдевање   | Грађевинарство                | Трговина                             | Хотели и ресторани   | Саобраћај, складиштење и везе |
| Мушки  | 0                         | 0                             | 0                                    | 0                    | 0                             |
| Женски | 0                         | 0                             | 0                                    | 0                    | 0                             |
| УКУПНО | 0                         | 0                             | 0                                    | 0                    | 0                             |
| Пол    | Финансијско посредовање   | Некретнине                    | Државна управа и одбрана             | Образовање           | Здравствени и социјални рад   |
| Мушки  | 0                         | 0                             | 0                                    | 0                    | 0                             |
| Женски | 0                         | 0                             | 0                                    | 0                    | 0                             |
| УКУПНО | 0                         | 0                             | 0                                    | 0                    | 0                             |
| Пол    | Остале услужне активности | Приватна домаћинства          | Екстериторијалне организације и тела | Непознато            | Непознато                     |
| Мушки  | 0                         | 0                             | 0                                    | 0                    | 0                             |
| Женски | 0                         | 0                             | 0                                    | 0                    | 0                             |
| УКУПНО | 0                         | 0                             | 0                                    | 0                    | 0                             |